# Tlalchichilpa
Tlalchichilpa är en ort i Mexiko.   Den ligger i kommunen Arcelia och delstaten Guerrero, i den södra delen av landet, 170 km sydväst om huvudstaden Mexico City. Tlalchichilpa ligger 395 meter över havet och antalet invånare är 300.
Terrängen runt Tlalchichilpa är kuperad åt nordost, men åt sydväst är den platt. Runt Tlalchichilpa är det ganska glesbefolkat, med 38 invånare per kvadratkilometer. Närmaste större samhälle är Arcelia, 3,3 km söder om Tlalchichilpa. I omgivningarna runt Tlalchichilpa växer huvudsakligen savannskog.